# Товстянська волость
Толстянська волость — адміністративно-територіальна одиниця Лебединського повіту Харківської губернії.
Найбільші поселення волості станом на 1914 рік:
- село Товсте — 3139 мешканців;
- село Деркачівка — 3210 мешканців;
- село Будки — 1858 мешканців.

Старшиною волості був Очколас Василь Олексійович, волосним писарем — Нємцов Діонісій Семенович, головою волосного суду — Тасенко Федот Григорович.